# Akademismus

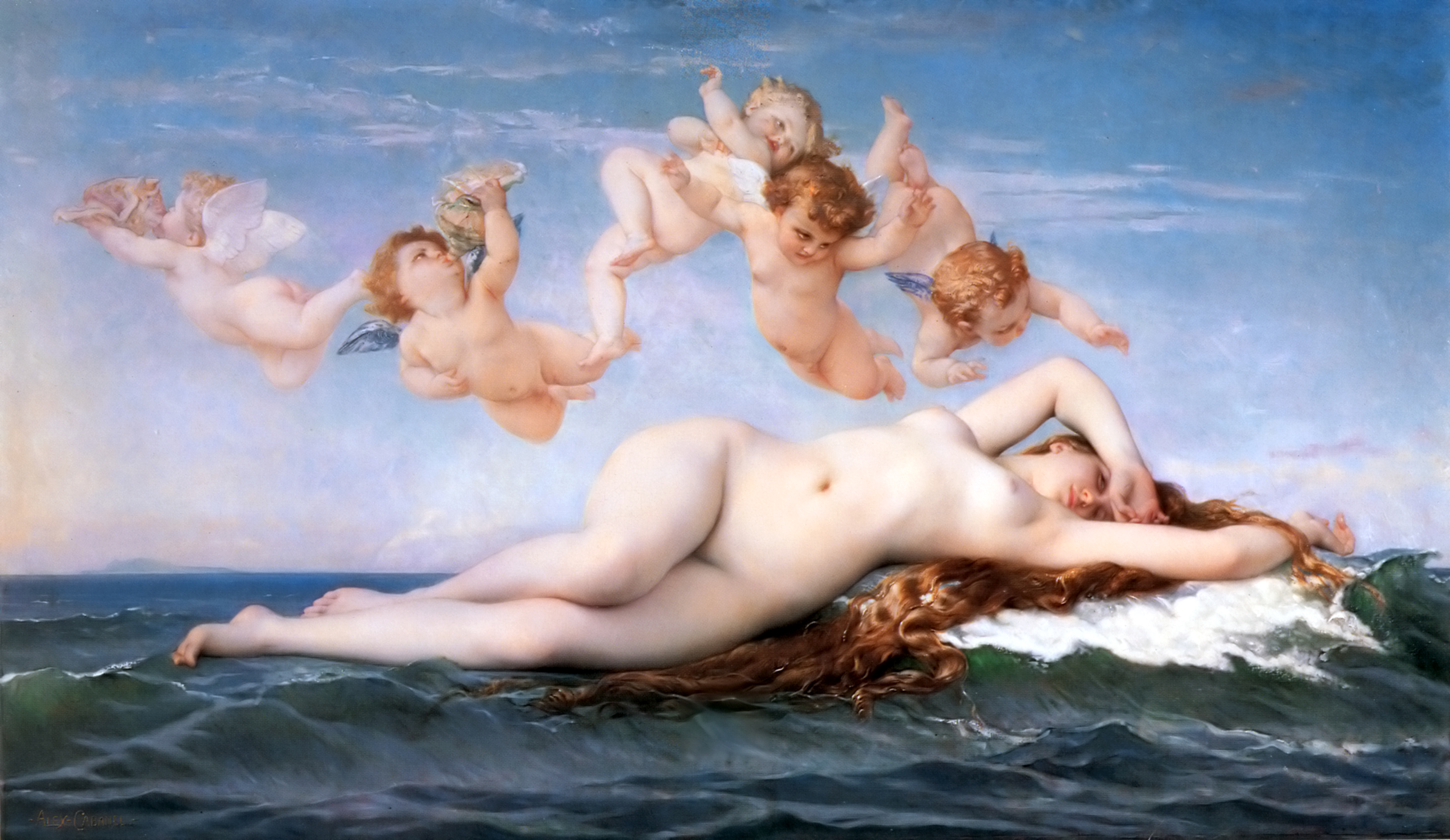
Alexandre Cabanel: Zrození Venuše, 1863

Akademismus je styl ve výtvarném umění, který v druhé polovině 19. století završil klasicismus. Pro akademismus je charakteristická dokončenost a hladkost malby. Vychází z antiky a vrcholné renesance. Jednou z používaných technik je barokní caravaggiovský šerosvit.

## Původ a vývoj
Académie des beaux-arts měla 50 členů. V roce 1795 byly sjednoceny její sekce. Škola výtvarného umění (École nationale supérieure des beaux-arts) se tak jmenuje od roku 1793. Má tři sekce: malbu, sochařství a architekturu. Profesoři školy měli umělecké ateliéry, kde hlouběji seznamovali studenty se svou technikou.
Akademičtí malíři často vystavovali na oficiálních každoročních salonech. Díla vybírala porota. Automaticky mohli vystavovat pouze držitelé medailí. Nejslavnější akademickou výstavou byl Salón, který byl pořádán od roku 1737 každý rok v dubnu v Paříži v Apolónově salónu (Salon d’Apollon) v Louvru. (V letech 1802–1831 a 1852–1863 byl pořádán jako bienále.) Po roce 1890 nastal po rozpadu na dva soupeřící Salony jeho úpadek a mezi poslední významné akademisty patřil francouzský malíř William-Adolphe Bouguereau (1825–1925), který patřil mezi nejvýznamnější umělce v tomto stylu výtvarného umění.
S akademismem byla úzce spjata Římská soutěž (Le concours de Rome), jejíž vítěz obdržel Římskou cenu – tříleté stipendium pro nejnadanějšího malíře, aby v Římě studoval antické umění. Soutěž byla pořádána od roku 1664 a zrušena v roce 1967. Od roku 1803 stipendisté bydleli ve Villa Médicis, sídle Académie de France.
Po roce 1874 se soupeřem akademismu stal modernismus – avant-garde (tedy impresionismus, který však byl ještě více méně součástí tradičního umění; od 80. let postimpresionismus a symbolismus). Dá se říci, že jako uznávané umění akademismus skončil před první světovou válkou. Po druhé světové válce byl považován za zpátečnické umění, které dusilo nastupující pokrokové směry. Renesance akademismu začala na konci 70. let 20. století.

## Významní akademici

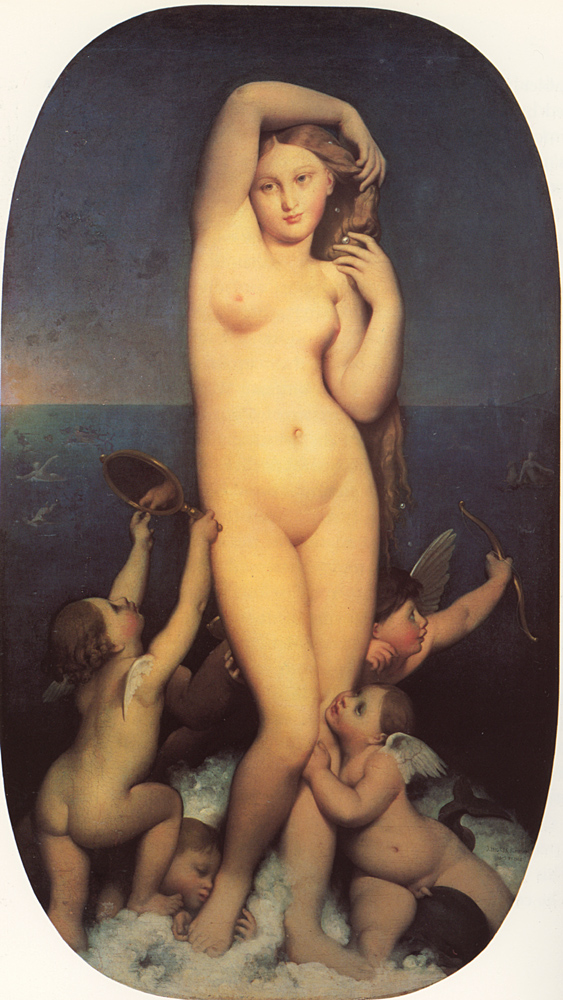
J. A. D. Ingres: Venuše Anadyoméne z roku 1848, Chantilly, Musée Condé

- Francie
  - Hippolyte Delaroche
  - William-Adolphe Bouguereau
  - Alexandre Cabanel
  - Jean-Léon Gérôme
  - Jacques-Louis David
  - Jean Auguste Dominique Ingres
  - François-Édouard Picot
  - Eugène Emmanuel Amaury Duval
  - Paul Baudry
  - Jules Lefebvre
  - Léon Bonnat
- Anglie
  - Frederick Leighton
  - Lawrence Alma-Tadema
  - John-William Godward
- Rakousko
  - Hans Makart
- Španělsko
  - Frederico Madrazo y Kuntz
- Itálie
  - Francesco Hayez
  - Andrea Appiani
- Německo
  - Peter von Cornelius
  - Arno Breker
  - Adolf Ziegler
- České země
  - Václav Brožík

## Galerie

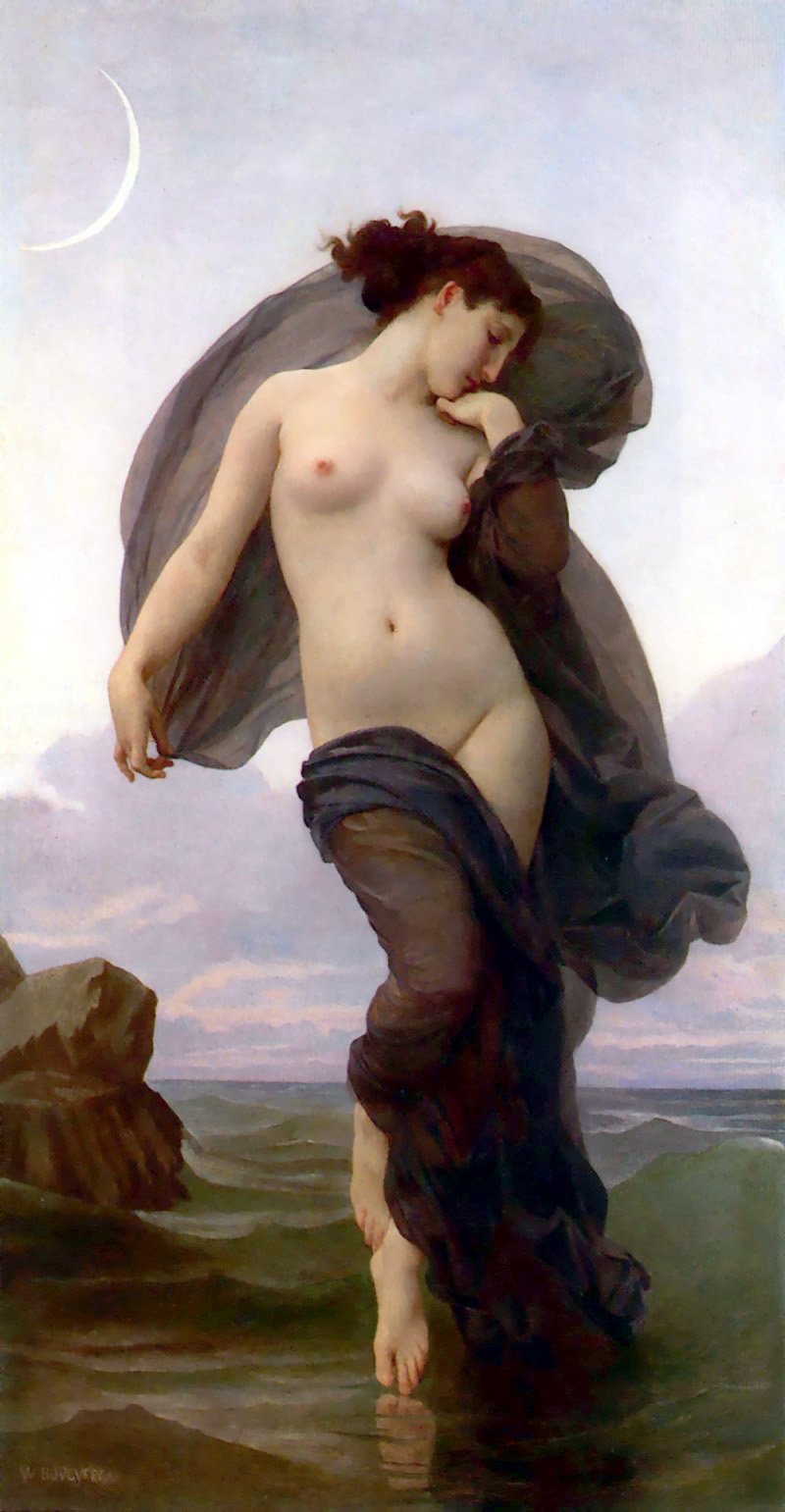
William-Adolphe Bouguereau: Večerní nálady, 1882
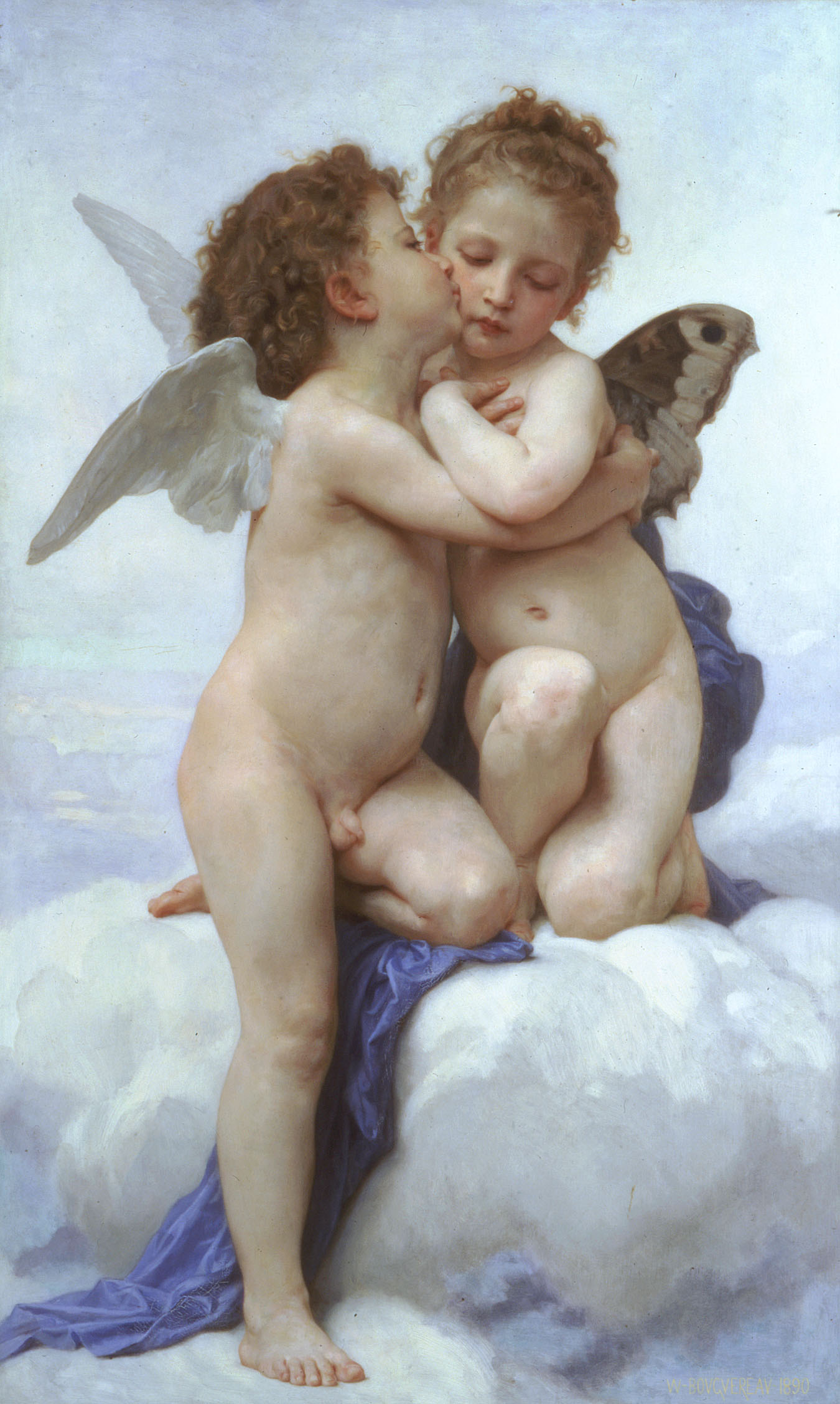
William-Adolphe Bouguereau: První polibek, 1890
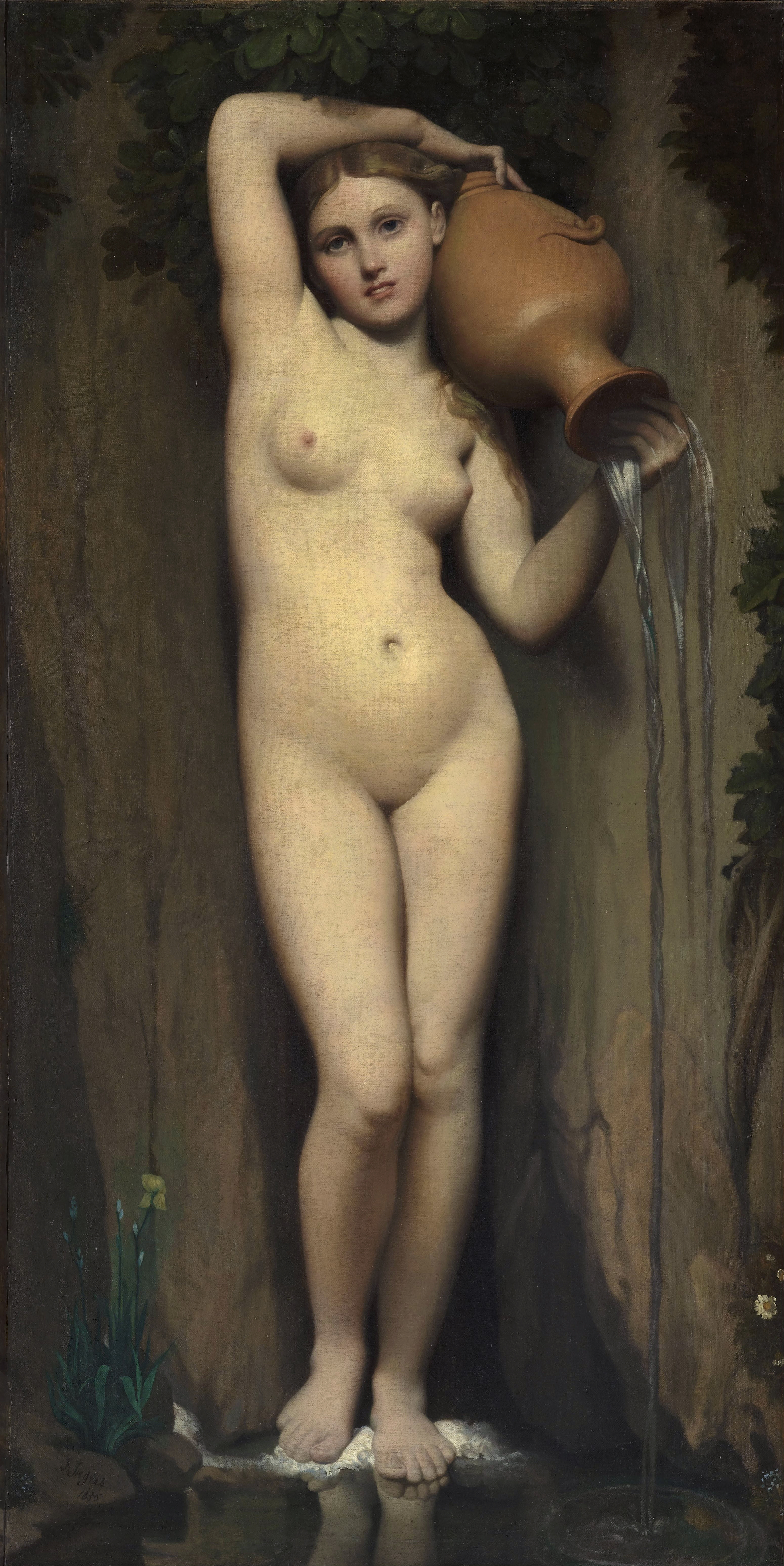
Ingresův Pramen (1856) patří k vynikajícím ukázkám jeho pozdní tvorby
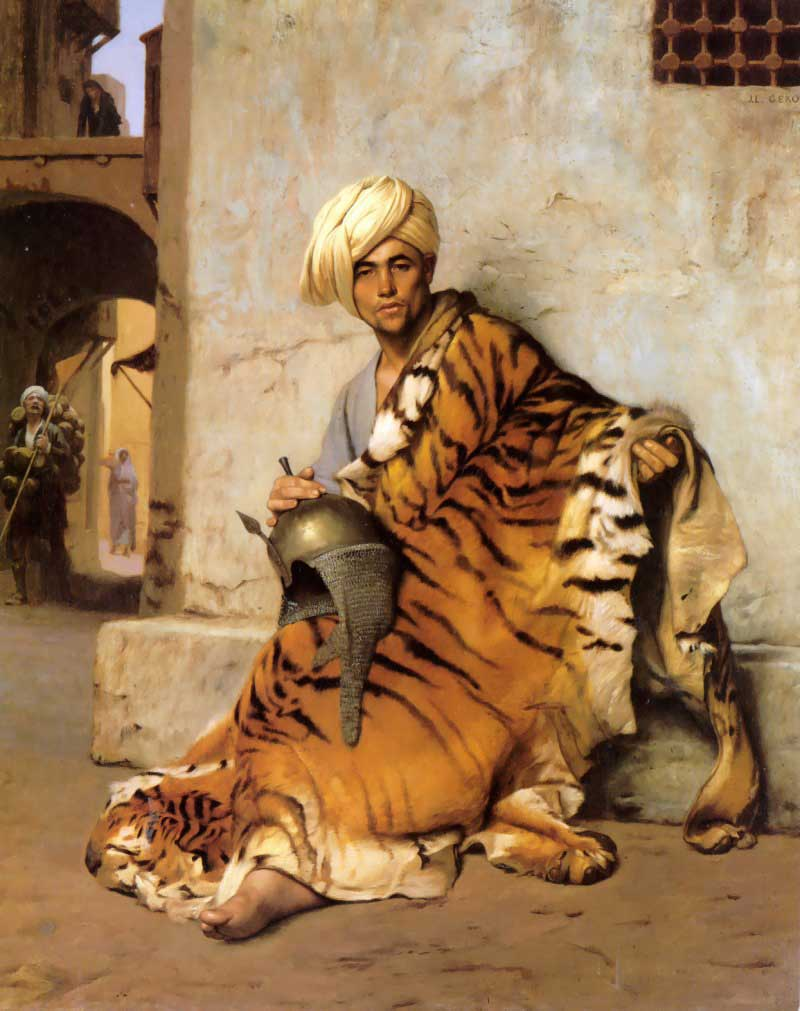
Jean-Léon Gérôme: Prodavač kožešin v Káhiře, 1869
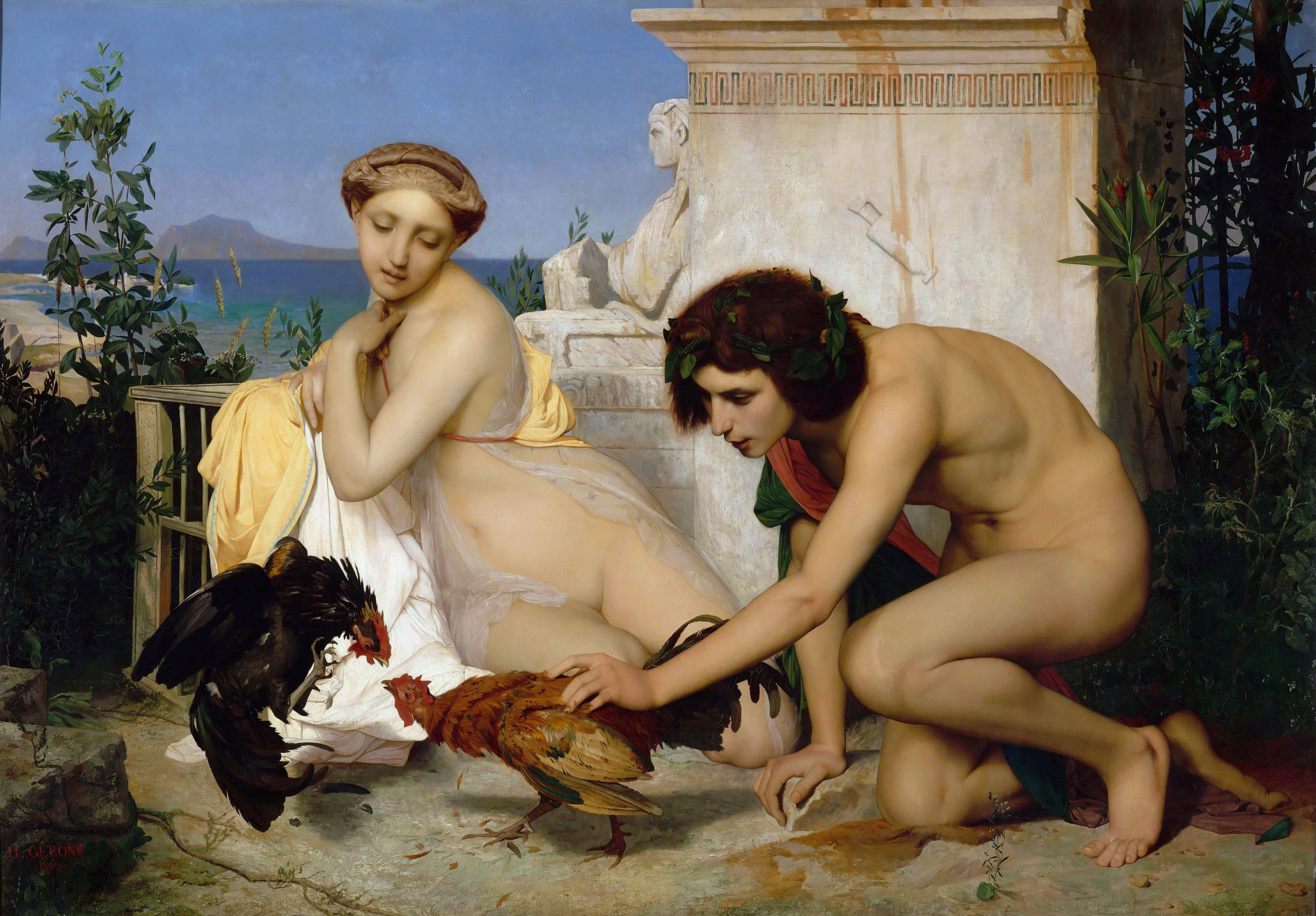
Jean-Léon Gérôme: Kohoutí zápas, 1846
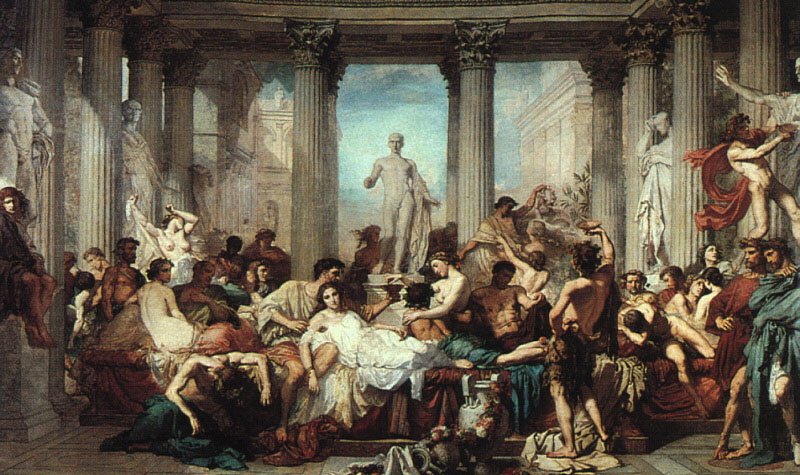
Thomas Couture: Římané v období úpadku, 1847
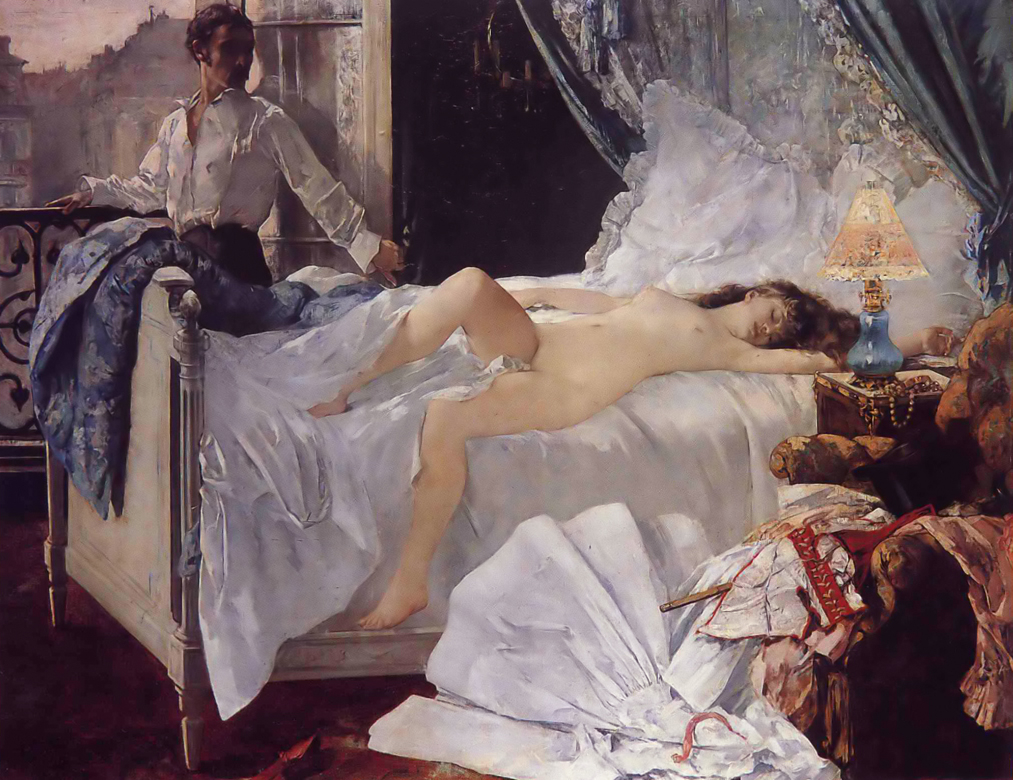
Henri Gervex: Rolla, 1878
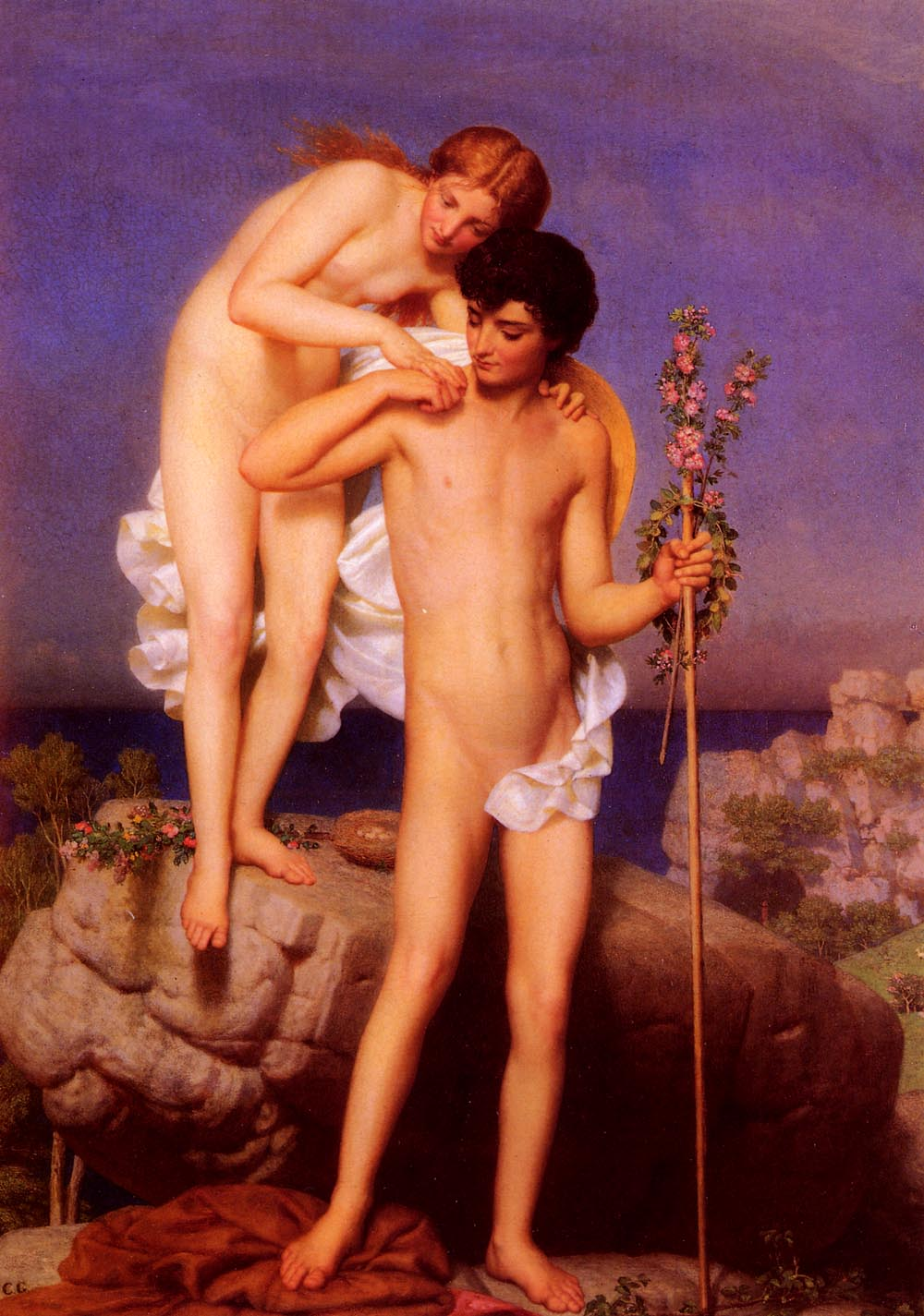
Charles Gleyre: Dafnis a Chloé, 1843
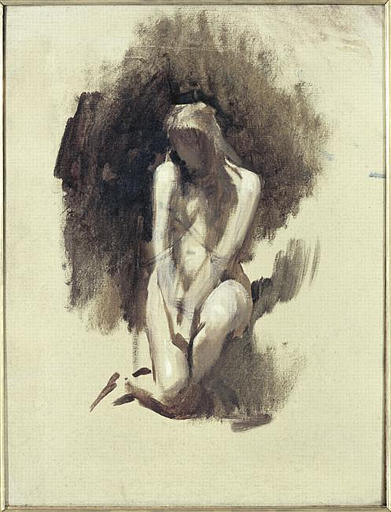
Léon Bonnat: Studie aktu
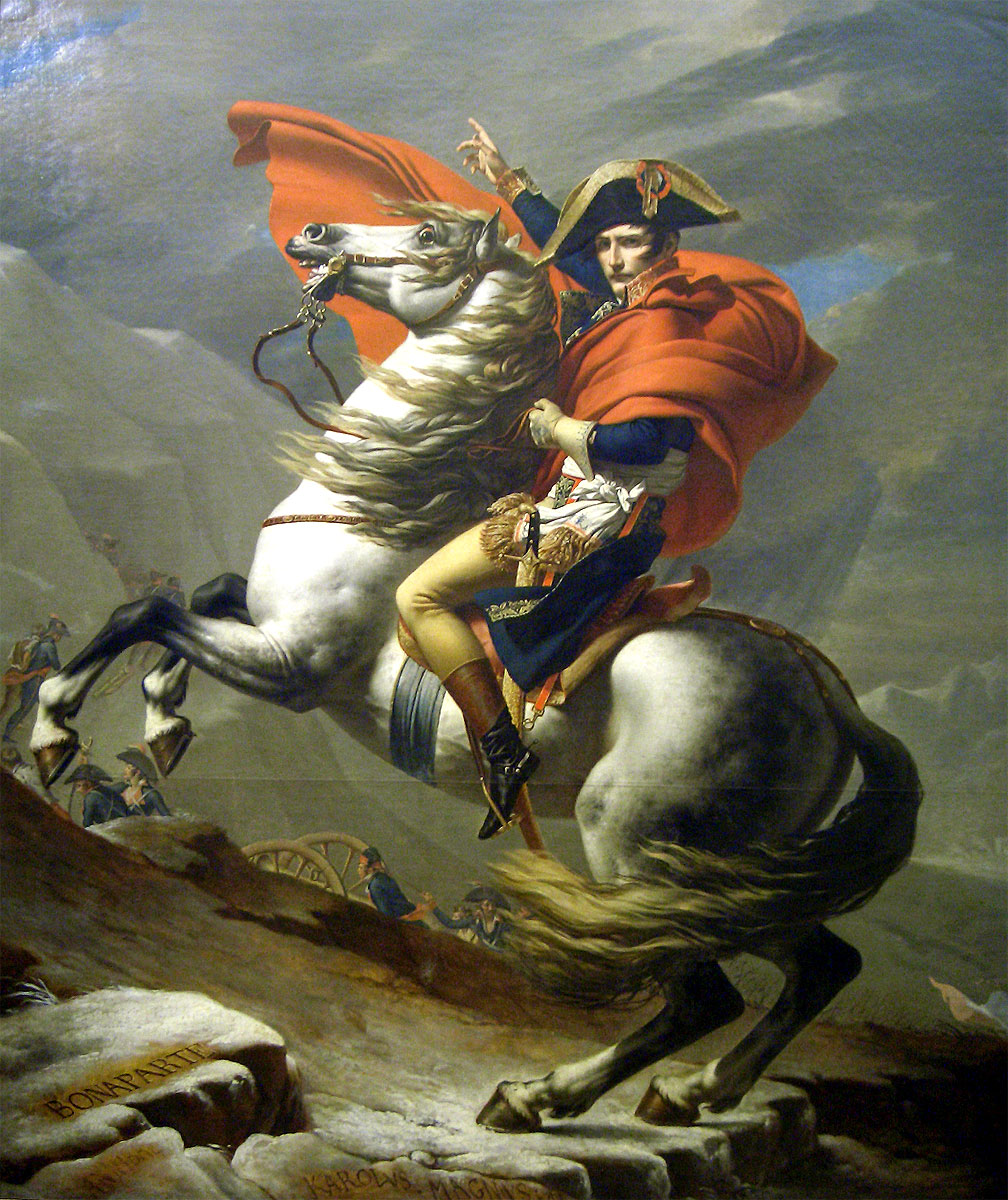
Jacques-Louis David: Napoleon při přechodu Alp průsmykem sv. Bernarda, 1800
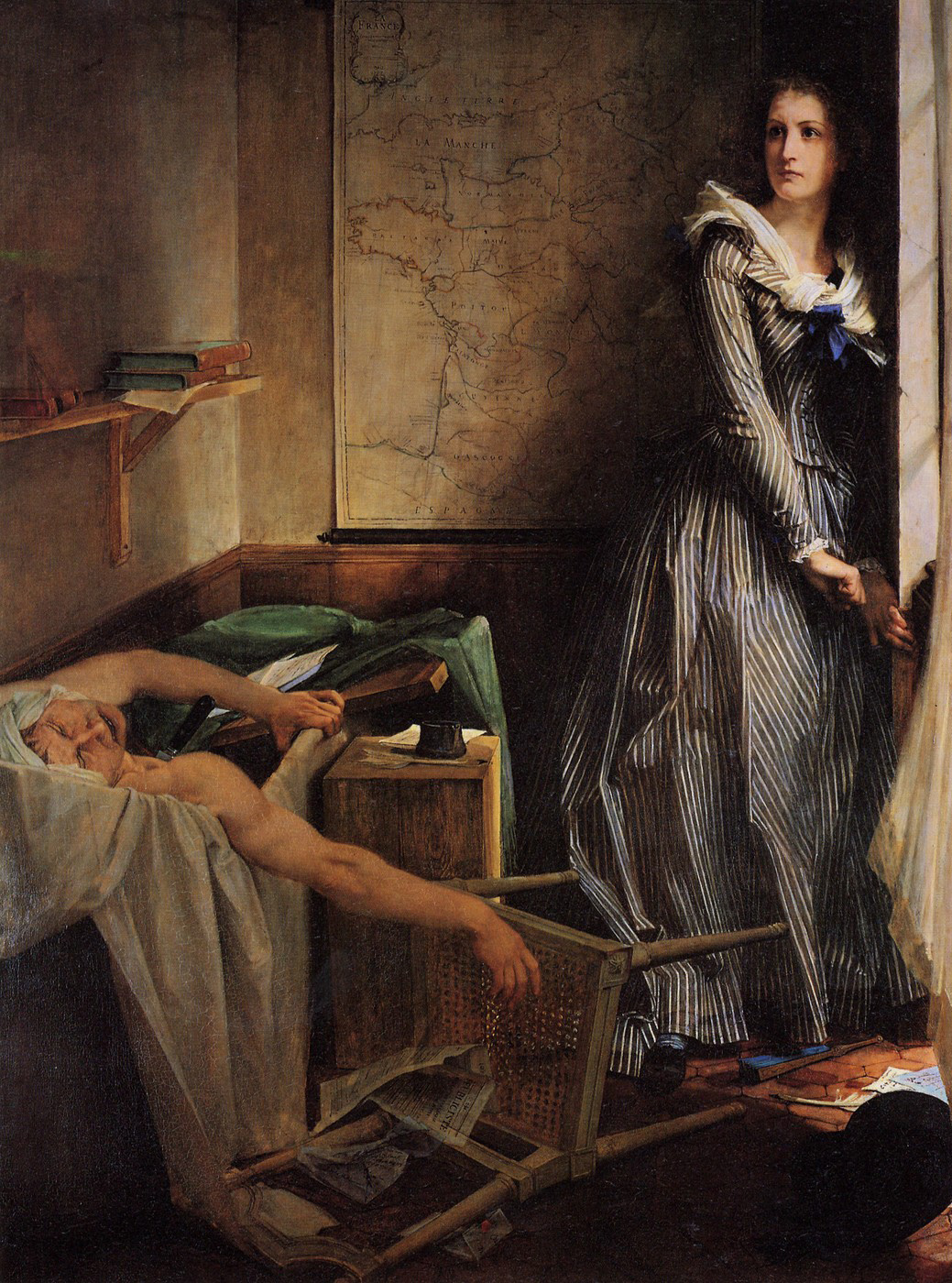
Paul Baudry: Charlotte Cordayová, 1860
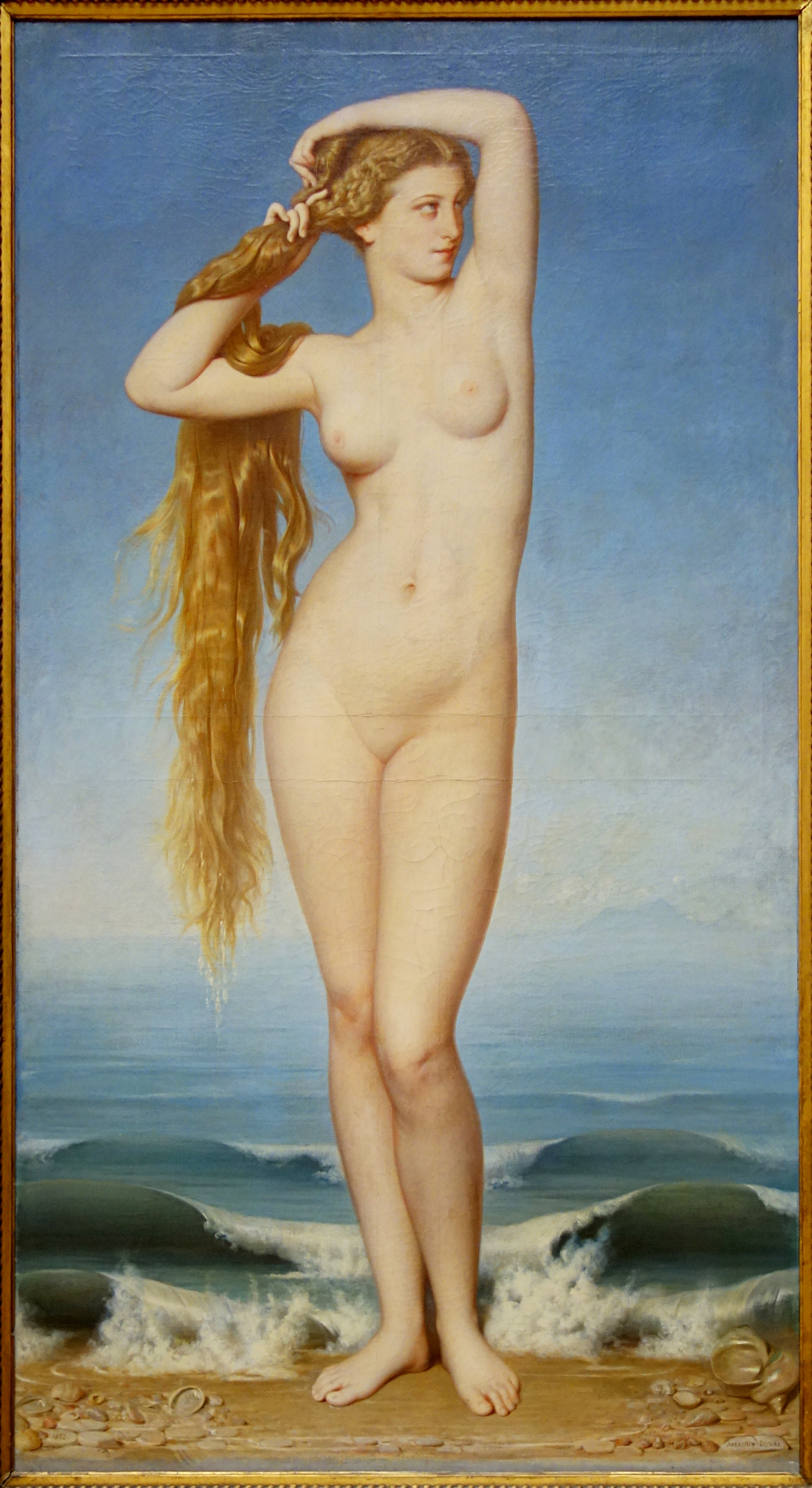
Eugène Emmanuel Amaury Duval: Zrození Venuše, 1862